# Casey Mittelstadt
Pour les articles homonymes, voir Mittelstadt.
Casey Mittelstadt (né le 22 novembre 1998 à Edina, dans le Minnesota aux États-Unis) est un joueur professionnel américain de hockey sur glace. Il joue à la position de centre.

## Biographie
Mittelstadt dispute trois saisons, de 2014 à 2017, avec le Eden Prairie High School. Il est nommé joueur de l'année parmi tous les joueurs adolescents des États-Unis en 2016 et 2017. Il obtient également le titre de Mr. Hockey en tant que meilleur joueur senior du secondaire au Minnesota en 2017. 
Dans le cadre du Combine en marge du repêchage d'entrée dans la LNH 2017, Mittelstadt ne parvient pas à faire de traction lors des tests physiques. Il est néanmoins sélectionné au premier tour, 8e au total, par les Sabres de Buffalo, le 23 juin.  
Mittelstadt commence sa carrière universitaire en 2017-2018 avec les Golden Gophers du Minnesota dans la NCAA.
Le 6 mars 2024, il est échangé à l'Avalanche du Colorado en retour de Bowen Byram. Les Bruins de Boston font son acquisition l'année suivante alors qu'il est échangé contre le vétéran Charlie Coyle le 7 mars 2025.

## Statistiques

### En club
| Saison     | Équipe                                  | Ligue      |                   | Saison régulière  | Saison régulière  | Saison régulière  | Saison régulière  | Saison régulière |   | Séries éliminatoires | Séries éliminatoires | Séries éliminatoires | Séries éliminatoires | Séries éliminatoires |
| Saison     | Équipe                                  | Ligue      | PJ                | B                 | A                 | Pts               | Pun               | PJ               | B | A                    | Pts                  | Pun                  |                      |                      |
| 2014-2015  | Eden Prairie High School                | USHS       | 25                | 22                | 25                | 47                | 12                | 2                | 2 | 1                    | 3                    | 0                    |                      |                      |
| 2015-2016  | Eden Prairie High School                | USHS       | 25                | 22                | 37                | 59                | 16                | 3                | 6 | 3                    | 9                    | 0                    |                      |                      |
| 2015-2016  | United States National Development Team | USHL       | 2                 | 2                 | 0                 | 2                 | 2                 | -                | - | -                    | -                    | -                    |                      |                      |
| 2016-2017  | Eden Prairie High School                | USHS       | 25                | 21                | 43                | 64                | 8                 | 2                | 1 | 4                    | 5                    | 0                    |                      |                      |
| 2016-2017  | Gamblers de Green Bay                   | USHL       | 24                | 13                | 17                | 30                | 2                 | -                | - | -                    | -                    | -                    |                      |                      |
| 2017-2018  | Golden Gophers du Minnesota             | NCAA       | 34                | 11                | 19                | 30                | 10                | -                | - | -                    | -                    | -                    |                      |                      |
| 2017-2018  | Sabres de Buffalo                       | LNH        | 6                 | 1                 | 4                 | 5                 | 2                 | -                | - | -                    | -                    | -                    |                      |                      |
| 2018-2019  | Sabres de Buffalo                       | LNH        | 77                | 12                | 13                | 25                | 10                | -                | - | -                    | -                    | -                    |                      |                      |
| 2019-2020  | Sabres de Buffalo                       | LNH        | 31                | 4                 | 5                 | 9                 | 2                 | -                | - | -                    | -                    | -                    |                      |                      |
| 2019-2020  | Americans de Rochester                  | LAH        | 36                | 9                 | 16                | 25                | 6                 | -                | - | -                    | -                    | -                    |                      |                      |
| 2020-2021  | Sabres de Buffalo                       | LNH        | 41                | 10                | 12                | 22                | 10                | -                | - | -                    | -                    | -                    |                      |                      |
| 2021-2022  | Sabres de Buffalo                       | LNH        | 40                | 6                 | 13                | 19                | 4                 | -                | - | -                    | -                    | -                    |                      |                      |
| 2022-2023  | Sabres de Buffalo                       | LNH        | 82                | 15                | 44                | 59                | 22                | -                | - | -                    | -                    | -                    |                      |                      |
| 2023-2024  | Sabres de Buffalo                       | LNH        | 62                | 14                | 33                | 47                | 28                | -                | - | -                    | -                    | -                    |                      |                      |
| 2023-2024  | Avalanche du Colorado                   | LNH        | 18                | 4                 | 6                 | 10                | 4                 | 11               | 3 | 6                    | 9                    | 2                    |                      |                      |
| 2024-2025  | Avalanche du Colorado                   | LNH        | 63                | 11                | 23                | 34                | 20                | -                | - | -                    | -                    | -                    |                      |                      |
| 2024-2025  | Bruins de Boston                        | LNH        | Saison en cours ? | Saison en cours ? | Saison en cours ? | Saison en cours ? | Saison en cours ? |                  |   |                      |                      |                      |                      |                      |
| Totaux LNH | Totaux LNH                              | Totaux LNH | 357               | 66                | 130               | 196               | 82                | 11               | 3 | 6                    | 9                    | 2                    |                      |                      |

### En équipe nationale
| Année | Équipe         | Compétition                  |   | PJ | B | A  | Pts | Pun                |  | Résultat |
| 2016  | États-Unis U18 | Championnat du monde -18 ans | 7 | 4  | 5 | 9  | 2   | Médaille de bronze |  |          |
| 2016  | États-Unis U18 | Ivan Hlinka -18 ans          | 4 | 3  | 4 | 7  | 2   | Médaille d'argent  |  |          |
| 2018  | États-Unis U20 | Championnat du monde junior  | 7 | 4  | 7 | 11 | 2   | Médaille de bronze |  |          |